# Arianida
Arianida – rodzaj chrząszczy z rodziny kózkowatych i podrodziny zgrzypikowych. 

## Zasięg występowania
Przedstawiciele tego rodzaju występują na Madagaskarze.

## Systematyka
Do Arianida należą 2 gatunki:
- Arianida albosternalis
- Arianida mactata